# La Muse en Circuit
La Muse en Circuit（ラ・ミューズ・アン・シルキュイ）はフランス国内に6カ所設立されているフランス国立音楽創作センターのひとつ。1982年フランスの作曲家リュック・フェラーリにより設立された。訳語として「回路の詩神」協会があてられている。

## 沿革と歴史
1982年にリュック・フェラーリによってパリ郊外のヴァンヴに創設。
創設にあたってはジャック・ラング文化相の文化担当補佐官で芸術評論家でもあったモーリス・フルレ の後押しがあった。
1992年には文化省の支援を得てヴァンヴからアルフォールヴィルに移転し、内部に3つのメインスタジオを構える。
1994年にリュック・フェラーリが会長（Président）を辞任し、その後1999年に創設時からのメンバーであり、作曲家のダヴィッド・ジス がディレクターに就任するまでの5年間は構造的に不安定な時期であった 。
2006年フランス国立音楽創作センターとなる。
2013年にダヴィッド・ジスがディレクターを引退、文化相によりディレクターにヴィルフリード・ヴェンツレンが任命された。
2015年に録音専用スタジオであったスタジオ・ジョン・ケージが改装され、コンサートホールとしての機能を併せ持つものとなった。

## 活動内容
“La Muse en Circuit”(「回路の詩神」協会)の活動内容は以下のものを含んでいる。

### プロデュース
創設時よりフランス国内を中心として、西欧でミュージックシアター、ラジオアート、コンサート、音盤などを企画プロデュース、共同制作している。また2001年からは毎年、パリを中心として、コンサート、シンポジウム、講演、展示などで構成される芸術祭『EXTENSION』を開催し、またラジオ・アートのコンクールとして” CONCOURS INTERNATIONAL D'ART RADIOPHONIQUE POUR SONS FIXES ET VOIX ” ( Concours Luc Ferrari とも)を開催している。

### スタジオ運営
ヴァンヴ時代は２つ、アルフォールビルに移転後は３つのスタジオにおいて電子音響音楽、実験音楽をメインとしつつもそれにとらわれない幅広い音楽制作、レコーディングなどを行っている。

## 逸話
“La Muse en Circuit”の名称はリュック・フェラーリ夫人であり、創設メンバーの一人でもあるブリュンヒルド・フェラーリによってつけられた。初代のロゴはジャック・ブリソにより制作され、ルーヴル美術館所蔵の「ガブリエル・デストレとその妹」からとられている。